# Женская сборная Мьянмы по волейболу
Женская национальная сборная Мьянмы по волейболу (бирм. မြန်မာအမျိုးသမီးများနေ့ရဲ့ဘော်လီဘောအသင်းက) — представляет Мьянму на международных волейбольных соревнованиях. Управляющей организацией выступает Федерация волейбола Мьянмы.

## История
Бирма (с 1989 — Мьянма) является одним из пионеров (наряду с Китаем, Филиппинами, Японией и Индией) в развитии волейбола на азиатском континенте. Новый вид спорта в стране появился ещё в 1910 году благодаря сотрудникам Ассоциации молодых христиан (YMCA). Федерация волейбола Бирмы — член ФИВБ с 1961 года.
Женская волейбольная сборная Бирмы на международной арене дебютировала в 1965 году на проходивших в столице Малайзии Куала-Лумпуре Играх полуострова Юго-Восточной Азии. став серебряным призёром волейбольного турнира. После этого на протяжении почти полувека сборная Бирмы (с 1989 — Мьянмы) ограничивалась лишь эпизодическим участием в региональных соревнованиях — Играх полуострова Юго-Восточной Азии, с 1977 повысивших свой статус до Игр Юго-Восточной Азии. В 1969 бирманки на своей арене стали победителями волейбольного турнира Игр, в 1965, 1967, 1971, 1975 становились обладателями «серебра», а в 1989 и 1995 выиграли бронзовые награды. 
В 2013 году сборная Мьянмы приняла участие сразу в трёх международных официальных турнирах. В июне во Вьетнаме национальная команда Мьянмы впервые в своей истории участвовала в квалификации чемпионата мира, но уступила в трёх матчах предварительного этапа своим соперникам — сборным Вьетнама, Индонезии (обоим по 0:3) и Филиппин (1:3) и выбыла из борьбы за путёвку на мировое первенство. Затем в сентябре в Таиланде мьянманские волейболистки дебютировали в чемпионате Азии, но также неудачно — лишь одна победа в 7 играх и последнее место. В декабре того же года Мьянма принимала очередные Игры Юго-Восточной Азии и команда-хозяйка стала на них 4-й (из 5 участников), проиграв в матче за «бронзу» сборной Индонезии 0:3. 

## Результаты выступлений и составы

### Чемпионаты мира
Сборная Мьянмы принимала участие в квалификации только одного чемпионата мира.
- 2014 — не квалифицировалась

### Чемпионат Азии
Сборная Мьянмы принимала участие только в одном чемпионате Азии.
- 2013 — 16-е место

- 2013: Тан Омар, Айе Нилар, Хтай Сан Сан, Сан Моэ Моэ, Вай Чин Тьет, Чьо Айе Нандар, Лвин Йе Йе, Хлайн Зар Зар, Вай Пью Пью, Мьинт Айе Нандар. Тренер — Бантен Каопон.

### Азиатские игры
Сборная Мьянмы участвовала в одних Азиатских играх.
- 1966 — 6-е место

### Игры Юго-Восточной Азии
- 1-е место — 1969.
- 2-е место — 1965, 1967, 1971, 1975.
- 3-е место — 1989, 1995.

## Состав
Сборная Мьянмы на Играх Юго-Восточной Азии 2023.
| №  | Имя, фамилия             | Год рождения | Рост | Амплуа      |
| -- | ------------------------ | ------------ | ---- | ----------- |
| 1  | Хлайн Нан Мьинт Зу Тхака | 1999         | 165  | связующая   |
| 2  | Тхэ Су Мон               | 1998         | 173  | центральная |
| 5  | Вин Калар                | 2004         | 172  | центральная |
| 7  | Лэй Кью Кью              | 2001         | 170  | нападающая  |
| 17 | Аун Тху Зар              | 2000         | 175  | нападающая  |
| 19 | Сан Вун Сиан             | 2001         | 175  | нападающая  |
|    | Пхав Э Чи                | 2003         | 170  | связующая   |
|    | Хтве Хлайн Тхо Син       | 2002         | 162  | нападающая  |
|    | Хтет Кхин Чхо            | 2003         | 174  | нападающая  |
|    | Нандар Ю                 | 2005         | 175  | нападающая  |
|    | Тхэ Вутт Е Пхё           | 2003         | 187  | центральная |
|    | Моэ Нант Сандар          | 1995         | 162  | либеро      |

- Главный тренер — Хлван Моэ.
- Тренеры — Кьян Соэ Аун.